# Ванесса Понсе де Леон
Сільвія Ванесса Понсе де Леон Санчес (ісп. Silvia Vanessa Ponce de León Sánchez), більш відоміша як Ванесса Понсе (нар. 7 березня 1992) — мексиканська модель, учасниця конкурсів краси. Володарка титулу Міс Світу 2018. Перша мексиканка, яка отримала корону Міс Світу.

## Біографія
Народилася у Мехіко. 10 років прожила у штаті Агуаскальєнтес, ще п'ять у штаті Гуанахуато, де здобула вищу освіту. Після навчання переїхала у Мехіко, де керувала центром реабілітації дівчат і жінок. Вона підтримує неприбуткові фонди в різних соціальних сферах. Працює волонтеркою в організації «Мігранти на дорозі», яка допомагає мігрантам. Під час участі у конкурсах краси просувала свій проєкт «Na Vili», метою якого є допомога дітям корінних жителів, що змушені мігрувати у межах Мексики у пошуках роботи.
У 2014 році брала участь у п'ятому сезоні телешоу «Mexico's Next Top Model», де перемогла. 5 травня 2018 року стала переможницею конкурсу «Міс Мексика 2018» та отримала право представляти Мексику у конкурсі «Міс Світу 2018». Конкурс проходив 8 грудня 2018 року в місті Санья у Китаї. Санчес отримала корону і стала найстаршою за історію конкурсу переможницею. Міс Світу вона стала у 26 років і 276 днів. Попередній рекорд був встановлений у 1989 році — полька Агнета Крегліцька отримала корону у віці 24 років і 244 дні.